# Хамдија Карамехмедовић
Хамдија Карамехмедовић (Требиње, 15. октобар 1883 – Сарајево, 10. јануар 1968) био је љекар и политичар.

## Биографија
Завршио је гимназију у Сарајеву 1903, а студије медицине у Бечу 1909, гдје је 1910. и докторирао. У више наврата усавршавао се на универзитетима у Прагу, Минхену, Бечу и Берлину.
Био је шеф одсјека за заразне болести Државне болнице у Сарајеву (1918–1921, 1924–1931), а касније и управник те болнице (1931–1932). Уређивао је часопис „Живот и здравље“, Сарајево (1959–1962). Изабран је 1910. за члана Босанског сабора за Власенички срез. Био је добровољац на страни Србије у Првом и Другом балканском рату. Изабран је 1918. за члана Народног вијећа у Сарајеву, па за посланика Привременог народног представништва Краљевине СХС. Биран је за посланика у Уставотворној скупштини 1921. године. У трећем и четвртом сазиву владе, којој је предсједавао Никола Пашић (24. децембра 1921. – 5. јануара 1922; 5. фебруара 1922. – 16. децембра 1922), био је министар народног здравља. У првом и другом сазиву владе Милана Сршкића (13. јул 1932. – 5. новембар 1932; 5. новембар 1932. – 27. јануар 1934) био је министар без портфеља. Године 1932. постављен је за сенатора. У Другом свјетском рату био је један од оснивача Одбора народног спаса (Сарајево 1942).